# Seznam angleških kozmologov
Seznam angleških kozmologov.

## B
- John David Barrow (1952 – )
- James Binney (1950 – )
- Hermann Bondi (1919 – 2005)
- Geoffrey Ronald Burbidge (1925 – 2010)

## C
- Bernard Carr
- Brandon Carter (1942 – )
- Peter Coles (1963 – )

## D
- Paul Charles William Davies (1946 – )
- David Deutsch (1953 – )
- Michael John Disney (1937 – )

## F
- Paul Frampton (1943 – )
- Carlos Frenk (1951 – )

## G
- Thomas Gold (1920 – 2004)

## H
- Edward Robert Harrison (1919 – 2007)
- Stephen Hawking (1942 – 2018)
- Fred Hoyle (1915 – 2001)

## K
- Thomas Walter Bannerman Kibble (1932 – )

## L
- Andrew R. Liddle (1965 – )
- Raymond Arthur Lyttleton (1911 – 1995)

## M
- João Magueijo (1967 – )
- Edward Arthur Milne (1896 – 1950)

## P
- John Andrew Peacock (1956 – )
- Roger Penrose (1931 – )

## R
- Martin John Rees (1942 – )

## S
- Dennis William Sciama (1926 – 1999)
- Joseph Silk (1942 – )

## T
- Mark Trodden (1968 – )

## W
- David Wands (1966 – )